# Kleptochthonius hetricki
Kleptochthonius hetricki är en spindeldjursart som beskrevs av William B. Muchmore 1974. Kleptochthonius hetricki ingår i släktet Kleptochthonius och familjen käkklokrypare. Inga underarter finns listade i Catalogue of Life.